# 144 Velorum
144 Velorum (Marut, N Velorum) é uma estrela na direção da Vela. Possui uma ascensão reta de 09h 31m 13.35s e uma declinação de −57° 02′ 03.8″. Sua magnitude aparente é igual a 3.16. Considerando sua distância de 238 anos-luz em relação à Terra, sua magnitude absoluta é igual a −1.15. Pertence à classe espectral K5III.